# Deutscher Kurzfilmpreis
Der Deutsche Kurzfilmpreis wird seit 1956 im Auftrag der Bundesregierung für herausragende Kurzfilme verliehen, seit 1998 von dem bzw. der Beauftragten der Bundesregierung für Kultur und Medien (BKM). Der Preis ist jeweils mit einer Geldprämie und einer Trophäe, der „Goldenen Lola“, verbunden.

## Geschichte
Mit dem seit 1956 vergebenen Preis soll der Stellenwert des Kurzfilms für das Filmschaffen in Deutschland gewürdigt und dieser enger an das Kino angebunden werden. Das Reglement wurde seit dem Jahr 2000 in mehreren Phasen neu gestaltet. Zunächst wurde die Preissumme für den seinerzeit noch in Gold und Silber vergebenen Preis erhöht und die zugelassenen Filmlängen auf zwei Laufzeiten (bis zu 7 Minuten und 7 bis 30 Minuten) erweitert.
Im Jahr 2002 wurde das Reglement erneut umgestaltet: Es wurden getrennte Preiskategorien für Spielfilme sowie für Animations-, Experimental- und Dokumentarfilme eingeführt. Außerdem wurde die Anzahl der Filmpreise in Gold und der Nominierungen erhöht. Zugelassen wurden neben den Filmformaten 16 und 35 mm auch die Bandformate DigiBeta und BetaSP. Zusätzlich kann seither ein Sonderpreis für mittellange Filme zwischen 30 und 78 Minuten vergeben werden.
Im Jahr 2017 wurden die Laufzeiten für Kurzfilme weiter verändert: auf Längen von bis zu 10 Minuten und von 10 bis 30 Minuten.
Von 2005 bis 2021 wurden die Preisverleihungen in Zusammenarbeit mit einer deutschen Filmhochschule ausgerichtet. Im Jahr 2020 wurde der Festakt wegen der Coronakrise virtuell durchgeführt, die Teilnehmenden waren per Video zugeschaltet, die Veranstaltung wurde live im Internet übertragen. 
Im Jahr 2021 wurde der Preis coronabedingt als Hybrid-Veranstaltung in der Hochschule für Fernsehen und Film München (HFF) verliehen.
Seit 2022 wird die Preisverleihung jährlich im November in Hamburg mit der Kurzfilm Agentur Hamburg (KFA) ausgerichtet.

## Verleih- und Nominierungskategorien
Die Preise werden in fünf Kategorien verliehen:
- Spielfilme mit einer Laufzeit bis 10 Minuten;
- Spielfilme mit einer Laufzeit von 10 bis 30 Minuten;
- Animationsfilme mit einer Laufzeit bis 30 Minuten;
- Experimentalfilme mit einer Laufzeit bis 30 Minuten;
- Dokumentarfilme mit einer Laufzeit bis 30 Minuten.

Zudem kann ein Preis für den besten Film mit einer Laufzeit von 30 bis 78 Minuten vergeben werden.

## Vorschlagswesen
Der Preis ist vor allem für junge Filmemacherinnen und Filmemacher eine wichtige Auszeichnung. Teilnahmeberechtigt sind Kurzfilme nach den oben genannten Kategorien, die von Verbänden des Deutschen Films, Filmhochschulen oder von der Jury vorgeschlagen wurden. Mit entsprechender Genehmigung sind auch für Fernsehsender hergestellte Kurzfilme zugelassen. Über die Preisvergabe entscheiden zwei unabhängige Jurys aus Experten. Die Preisverleihung nimmt der bzw. die Staatsminister(in) für Kultur und Medien vor. 

## Preisdeklaration und Preisgeld
Der Deutsche Kurzfilmpreis in Gold ist jeweils mit einer Prämie von 30.000 Euro verbunden. Für die Nominierungen wird jeweils ein Preisgeld von 15.000 Euro vergeben, dieses wird auf die Prämie für einen Filmpreis in Gold angerechnet. Der Sonderpreis ist mit 20.000 Euro dotiert. Die Prämien sind zweckgebunden für die Filmproduktion oder für die Projektvorbereitung zu verwenden. Die Trophäe „Goldene Lola“ ist angelehnt an den Deutschen Filmpreis.

## Kurzfilmpreis unterwegs
Im Anschluss an die Preisverleihungen gehen die ausgezeichneten und nominierten Filme des jeweiligen Jahrgangs auf die KURZ.FILM.TOUR – Der Deutsche Kurzfilmpreis durch deutsche und internationale Kinosäale. Unter dem Motto „Kurzfilm unterwegs“ werden die Filme auf Kurzfilmfestivals und in Programmkinos gezeigt, unter anderem im Filmmuseum München, im Lichtblick-Kino in Berlin-Prenzlauer Berg und im Kino Cine Joia Copacabana in Rio de Janeiro.